# Примиан из Ларино
Примиан (погиб 15 мая 303 года) — святой мученик из Ларино. Дни памяти — 28 апреля, 3 мая, 15 мая.
Согласно преданию, святые братья Примиан, Фирмиан и Каст пострадали в гонения времён императора Диоклетиана в амфитеатре Ларино. Свв. Фирмиан и Каст были растерзаны львами, в то время как св. Примиан выжил. На следующий день он был обезглавлен, и отправился ко Господу вслед за братьями.
В 842 году Ларино, город, где пострадал св.Примиан, был захвачен и разрушен сарацинами. Местные жители растеклись по окрестностям, и в это время жители Лезины унесли из Ларино мощи святых.
Св. Примиан почитается святым сопокровителем Ларино и покровителем коммуны Лезина.